# Кирилл (Зинковский)
Епи́скоп Кири́лл (в миру Евге́ний Анато́льевич Зинко́вский; 29 июля 1969, Ленинград) — архиерей Русской православной церкви, епископ Сергиево-Посадский и Дмитровский. Ректор Московской духовной академии (с 2022 года), наместник Свято-Троицкой Сергиевой Лавры (с 2023 года), доктор богословия (2015). Кандидат технических наук (1995).
Тезоименитство — 11 (24) мая (память равноапостольных Кирилла и Мефодия, учи́телей Словенских).
Брат-близнец епископа Мефодия (Зинковского).

## Биография
Родился 29 июля 1969 года в Ленинграде в семье служащих. С 1976 по 1984 год учился в средней школе № 79, расположенной в Калининском районе города Ленинграда. С 1984 по 1992 год обучался в Ленинградском Политехническом Институте на кафедре «Механика и процессы управления», по окончании поступил в аспирантуру при той же кафедре и в 1995 году защитил кандидатскую диссертацию по теме "Исследование задачи Леви о ферме минимального веса и ее модификаций", получив ученую степень кандидата технических наук.
В 1995 году поступил в Санкт-Петербургскую духовную семинарию, которую окончил в 1998 году. В том же году поступил в Санкт-Петербургскую духовную академию. 26 марта 1999 года в академическом храме, на первом курсе обучения в СПбДА, был пострижен в мантию с именем Кирилл. 28 августа 1999 года был рукоположен в сан иеродиакона, а 3 июня 2002 года — в сан иеромонаха.
В июне 2002 году окончил Санкт-Петербургскую духовную академию по первому разряду. Затем защитил кандидатскую диссертацию по теме «Старческое служение в учении и жизни Церкви».
С 2002 по 2011 год — преподаватель СПбДАиС. С декабря 2004 по июнь 2011 года занимал должность декана факультета иностранных студентов. Осуществлял научное руководство при написании выпускных работ студентами семинарии и кандидатских диссертаций студентами СПбДА. Также осуществлял пастырское окормление прихожан академического храма, воспитанников и студентов СПбДАиС.
В 2008 году стал духовным руководителем волонтёрского движения «Детская миссия», которое зародилось в стенах СПбДА. Преподаватели и студенты Академии организовали духовно-просветительскую работу с детьми в детских домах и других сиротских учреждениях Санкт-Петербургской митрополии.
Осенью 2011 года уволился с должности преподавателя СПбДАиС и назначен в штат храма Казанской иконы Божией Матери в посёлке Вырица Ленинградской области.
С 2011 года по 2014 год являлся докторантом ОЦАД. 20 января 2015 года в Отделе внешних церковных связей Московского Патриархата Общецерковный диссертационный совет принял к защите работу «Учение о материи в сакраментально-антропологическом аспекте в трудах богословов Александрийской школы, Великих Каппадокийцев и преподобного Максима Исповедника» на соискание учёной степени доктора богословия. 12 мая 2015 года Общецерковный диссертационный совет по результатам тайного голосования вынес решение ходатайствовать перед Патриархом Московским и всея Руси Кириллом об утверждении соискателя доктором богословия. 12 июля 2015 года в соборе святых апостолов Петра и Павла в Петропавловской крепости в Санкт-Петербурге Патриарх Московский и всея Руси Кирилл вручил иеромонаху Кириллу (Зинковскому) докторский наперсный крест.
C 2016 по 2020 год преподавал авторский курс по христианской антропологии для студентов-магистрантов Русской христианской гуманитарной академии.
17 июля 2020 года решением Священного Синода РПЦ назначен ректором Николо-Угрешской духовной семинарии.
24 сентября 2021 года решением Священного Синода РПЦ назначен наместником Николо-Угрешского монастыря.
18 июля 2022 года за богослужением в Троице-Сергиевой Лавре патриархом Кириллом возведён в сан игумена с вручением игуменского посоха.

### Архиерейство
25 августа 2022 года решением Священного Синода РПЦ освобождён от должностей ректора Николо-Угрешской духовной семинарии и наместника Николо-Угрешского монастыря с назначением ректором Московской духовной академии и избранием викарием Патриарха Московского и всея Руси с титулом «Звенигородский».
30 августа 2022 года по окончании всенощного бдения в Новоспасском ставропигиальном мужском монастыре г. Москвы митрополитом Воскресенским Дионисием возведён в сан архимандрита.
20 сентября 2022 года, по окончании всенощного бдения, в Тронном зале кафедрального соборного Храма Христа Спасителя г. Москвы Святейший Патриарх Московский и всея Руси Кирилл возглавил чин наречения архимандрита Кирилла (Зинковского), ректора Московской духовной академии, во епископа Звенигородского, викария Патриарха Московского и всея Руси.
21 сентября 2022 года в соборе Рождества Пресвятой Богородицы Зачатьевского ставропигиального женского монастыря города Москвы хиротонисан во епископа Звенигородского, викария Патриарха Московского и всея Руси. Хиротонию совершили: Патриарх Московский и всея Руси Кирилл, митрополит Крутицкий и Коломенский Павел (Пономарёв), митрополит Воскресенский Дионисий (Порубай), митрополит Каширский Феогност (Гузиков), епископ Сергиево-Посадский и Дмитровский Фома (Демчук), епископ Зеленоградский Савва (Тутунов), епископ Петергофский Силуан (Никитин).
21 февраля 2023 года на Общем собрании руководителей и представителей университетов и духовных школ — членов Научно-образовательной теологической ассоциации (НОТА) по предложению митрополита Будапештского и Венгерского Илариона единогласно избран на пост президента Научно-образовательной теологической ассоциации.
24 августа 2023 года решением Священного синода РПЦ назначен епископом Сергиево-Посадским и Дмитровским, наместником Троице-Сергиевой лавры, а также введён в состав Синодальной библейско-богословской комиссии.

## Награды
- Орден Преподобного Сергия Радонежского III степени (29 июля 2024 года) — «Во внимание к Вашему ревностному служению и в связи с отмечаемой знаменательной датой»[18]
- Благодарность Президента Российской Федерации (10 марта 2025 года) — за вклад в обеспечение деятельности Совета по взаимодействию с религиозными объединениями при Президенте Российской Федерации[19].

## Публикации
статьи
- Святоотеческая евхаристическая терминология и теория пресуществления // Христианское Чтение. — СПб., 2008. — С. 58-75. (соавторы: иером. Мефодий (Зинковский), Ф. Н. Амбарцумов)
- Hierarchic Anthropology of Saint Maximus the Confessor // International Journal of Orthodox Theology. 2011. — 2/4 (Ed. D. Munteanu). — P. 43-61
- Термин «ἐνυπόστατον» и его богословское значение // bogoslov.ru, 26 декабря 2011.
- Термин «φύσις» в древнегреческой философии, Священном Писании и в творениях доникейских церковных писателей // Вестник Русской Христианской Гуманитарной Академии. 2011. — Т. 12. — Вып. 3. — С. 75-88.
- Учение святого праведного Иоанна Кронштадтского о Евхаристии // Церковь и время. 2012. — № 2 (59). — С. 133—144.
- Представления о материи и теле человека в посланиях сщмч. Игнатия Антиохийского // Acta eruditorum. 2012. — В. 11. — С. 3-9.
- Doctrine of the material world and its sanctification according to St. Cyril of Jerusalem // Science, Technology and Higher Education: Materials of the international research and practice conference (Canada, Westwood, 11-12 December, 2012). — Westwood: PUBL., 2012. — P. 601—607
- The Christian doctrine of the Three Persons in God and the concept of the freedom of the human person // bogoslov.ru, 30 января 2012.
- Наследие преп. Серафима Саровского как современный фактор обеспечения национальной безопасности // Родная Ладога. 2012. — № 3 (21). — С. 192—202.
- Учение свт. Кирилла Иерусалимского о материальном мире и его освящении // Церковь и время. 2013. — № 1 (62). — С. 88-104.
- Иерархическая антропология преп. Максима Исповедника // Церковь и время. 2013. — № 3 (64). — С. 59-83.
- Представления Оригена об эфирном характере воскресших тел // Церковь и время. 2013. — № 4 (65). — С. 184—214.
- The Term ἐνυπόστατον and its Theological Meaning // Studia Patristica / Ed. J. Baun et al. Oxford: Peeters, Vol. LXIII, Peeters Publishers, 2013. V. 11. — P. 311—325.
- Представления о материи и теле человека в сочинениях Афинагора // ΣΧΟΛΗ. Философское антиковедение и классическая традиция. 2013. — Т. VII, вып. 2. — С. 272—289.
- Святитель Григорий Нисский о качестве материальных изменений в природных стихиях и в Святых Дарах // VIII Международная заочная научно-практическая конференция «Научная дискуссия: вопросы социологии, политологии, философии, истории» (Москва, 17 января 2013). — С. 106—120.
- Учение Климента Александрийского о материи: обзор литературы и постановка задачи // Труды Перервенской Православной Духовной Семинарии. 2013. — № 7. — С. 92-109.
- Климент Александрийский о материи, теле Христа и теле человека // Труды Перервенской Православной Духовной Семинарии. 2013. — № 8. — С. 82-117.
- Духовное измерение личности Императора Николая II: значение для судеб Отечества // К 400-летию дома Романовых. Монархии и династии в истории Европы и России. В 2-х ч. / Сост. Д. И. Вебер. — СПб.: СПбГУ, Издательство Скифия-Принт, 2013. Ч. 1. — С. 297—299.
- Sacramental and Anthropological Aspect of the Doctrine of Matter in the Corpus Areopagiticum // European Applied Studies: modern approaches in scientific researches, 2nd International scientific conference. — Stuttgart: ORT Publishing, 2013. — P. 225—233.
- Учение Оригена об эфирном характере воскресших тел // Истина и диалог. Сборник материалов XIII Свято-Троицких ежегодных международных академических чтений в Санкт-Петербурге. Русская Христианская Гуманитарная Академия. — СПб., 2013. — С. 21-22.
- Учение свт. Кирилла Александрийского и преп. Максима Исповедника о животворящем теле Христа // Церковь и время. 2014. — № 1 (66). — С. 29-54
- Учение о материи Платона. Есть ли оно основа христианского умозрения? // Вестник Московского областного государственного университета. Серия «Философские науки». 2014. — № 2. — С. 94-102.
- Термин «ἐνυπόστατον»: историческое значение и употребление в современном богословии // Церковь и время. 2014. — № 2 (67). — С. 51-85. (соавтор: Мефодий (Зинковский))
- Учение св. Кирилла Александрийского о материи космоса и плоти человека // Вестник Русской Христианской Гуманитарной Академии. 2014. — Т. 15. Вып. 2. — С. 29-37.
- Новизна понятия «меоничности» материи в умозрении свт. Василия Великого // Ученые записки Орловского государственного университета. 2014. — № 5 (61). — С. 114—119.
- Онтологический статус материи и плоти в творениях свт. Василия Великого // Вестник Орловского государственного университета. Серия: новые гуманитарные исследования. 2014. — № 2 (37). — С. 121—124.
- Представления о материи и теле человека в сочинениях свт. Григория Нисского // Человек. 2014. — № 6. — С. 135—147.
- Между Богом и миром (Учение преподобного Максима Исповедника о природе души) // Метапарадигма: богословие, философия, естествознание: альманах. 2014. — Вып. 4. — С. 22- 34.
- Онтология материи и тела у святителя Афанасия Великого // Метапарадигма: богословие, философия, естествознание: альманах. 2014. — Вып. 5. — С. 42- 72.
- Saint Gregory of Nyssa on the character of changes of physical elements in nature and in the holy Eucharistic Gifts // The Beauty of God’s Presence in the Fathers of the Church / J. E. Rutherford (ed.). Proceedings of the Patristic Symposium Conference (Maynooth, 10-13 October, 2012). Dublin: Four Courts Press, 2014. — P. 150—160.
- Сакраментально- антропологический аспект учения о материи в Ареопагитиках // Церковь и время. 2015. — № 1 (70). — С. 81-106.
- Учение преп. Максима Исповедника о Евхаристии // Церковь и время. 2015. — № 2 (71). — С. 116—128.
- Творчество в духе и материи в перспективе теологии образования // Вестник Русской Христианской Гуманитарной Академии. 2015. Т. 16. — Вып. 3. — С. 19-28.
- Антропология святителя Григория Нисского: преодоление оригенизма // РИНЦ Вестник Екатеринбургской Духовной Семинарии. 2015. — No 9. — С. 34-54.
- Spiritual Guidance in Mount Athos and Russia and the Theological Notion of Person // Spiritual Guidance on Mount Athos (UK, Cambridge, Madingley Hall, 8-10 March, 2013) / Ed. G. Speake, metr. Kallistos Ware. Bern: Peter Lang, International Academic Publishers, 2015. — P. 43-68. (соавтор hierom. Methody (Zinkovskiy))
- Христианский реализм против хилиастического утопизма // «Наше дело правое»: страны и лидеры в социокультурном и философско-историческом измерениях. Сборник статей к 70-летию Победы. — СПб.: Издательство РХГА, 2015. — С. 385—400.
- «Вперед к отцам» или «назад в будущее»? Две тенденции в богословии XX в. (часть 1) // Христианское чтение. 2016. — № 6. — С. 107—127.
- «Вперед к отцам» или «назад в будущее»? Две тенденции в богословии XX в. (часть 2) // Христианское чтение. 2017. — № 1. — С. 18-26. (соавторы: иер. М. Легеев, иером. Мефодий (Зинковский))
- Волевые качества личности согласно Святителю Феофану Затворнику // Вестник Русской Христианской Гуманитарной Академии. 2017. Т. 18. — Вып. 2. — С. 54-68.
- Путь Церкви: аскеза, таинства, кафолическая полнота // Христианское чтение. 2017. — № 2. — С. 57-80. (соавторы: иер. М. Легеев, иером. Мефодий (Зинковский))
- Novelty of the Matter and Human Body Concepts in the Great Church Fathers // Studia Patristica. Vol. XCI. Papers presented at the XVII International Conference on Patristic Studies. Oxford, 10 August — 14 August, 2015. Philosophica, Theologica, Ethica / Ed. Markus Vinzent. Leuven, Paris, Bristol: Peeters, 2017. Volume 17. P. — (в печати)
- Догматы веры и высшая нервная деятельность // Вестник психотерапии. 2017. — № 63 (68). — С. 95-112. (соавторы: иером. Мефодий (Зинковский), К. В. Баразенко)
- Экуменизм как явление современности // Вестник Русской Христианской Гуманитарной Академии. 2017. — Т. 20. — Вып. 4. — С. 223—230. (соавтор: иер. М. Легеев, иером. Мефодий (Зинковский))
- Историческое и евхаристическое тело Христа в сотериологии преподобного Симеона Нового Богослова (доклад на конференции) // Материалы Второй международной патристической конференции Общецерковной аспирантуры и докторантуры им. свв. Кирилла и Мефодия «Преподобный Симеон Новый Богослов и его духовное наследие». Москва, 11-13 декабря. 2014. — М.: Издательство Познание, 2017. — С. 232—252. (соавтор: иером. Мефодий (Зинковский))
- Христианские аксиомы теологии образования // Теология и образование / Отв. ред. Д. В. Шмонин, У. Тримбл. — СПб.: Издательство РХГА, 2017. — С. 34-67.
- Византийские городские монастыри: особенности уклада их жизни и значение для современного монашества // Материалы конференции «Особенности устроения монашеской жизни в городских монастырях». Санкт-Петербург. 08-09 августа 2017. СПб., 2018.
- Русская катастрофа 1917 г. очами святых XX века: причины и уроки // Вестник Екатеринбургской духовной семинарии. 2018. — № 2 (22). — С. 17-44. (соавтор иером. Мефодий (Зинковский))
- Литургические созерцания: опыт святых Николая Кавасилы и Иоанна Кронштадтского (доклад на конференции) // Материалы Международной научно-практической конференции Шестые Пюхтицкие чтения «Светское и духовное культурное наследие как ценностная основа формирования личности современника», Пюхтицкий Успенский ставропигиальный женский монастырь, 10-12 декабря 2017 года. — Пюхтицы, 2018. — С. 42-52.
- Богословские аспекты явления зависимости // Материалы IV Межрегиональной конференции «Современный взгляд на зависимость от психоактивных веществ: на стыке богословия и психологии» 26 декабря 2017. Епархиальное управление. Координационный центр по противодействию наркомании и алкоголизму при ОЦБСС. — СПб., 2018 (соавтор: иером. Мефодий (Зинковский))
- Богословие человеческой личности и природы и перспективы богословской антропологии // Теология и образование 2018. Ежегодник Научно-образовательной теологической ассоциации. М.: Издательский дом Познание, 2018. — С. 129—138. (иером. Мефодий (Зинковский))
- Liturgical aspects of marriage // Theological Conference on Christian Anthropology and Marriage. Finnish Evangelical Lutheran and Russian Orthodox Perspectives 26th to 29th February 2016. Orthodox Cultural Center Sofia, Kallvikinniementie 35, Helsinki Finland. 2018. P. — (в печати) (соавтор: hierom. Methody (Zinkovskiy))
- Научно-богословское осмысление истории у мужей апостольских и апологетов: от Святой Троицы к человеку // Христианское чтение. 2018. — № 1. — С. 34-45. (соавторы: иер. М. Легеев, иером. Мефодий (Зинковский))
- Закономерности развития научного процесса: взгляд богословия истории // Вестник Русской Христианской Гуманитарной Академии. 2019. — Т. 20. — Вып. 1. — С. (в печати) (соавторы: иер. М. Легеев, иером. Мефодий (Зинковский))
- Некоторые аспекты христианской аскезы в век информационных войн // Актуальные вопросы церковной науки: научный журнал. — СПб.: Издательство СПбПДА, 2019. No 2: Материалы Х международной научно-богословской конференции «Актуальные вопросы современного богословия и церковной науки» СПб., 25-26 сентября 2018 года. 2019. — С. 242—251.
- Богословие личности и динамическая теория материи // Вопросы теологии. 2019. — Т. 1. — Вып. 1. — С. 8-22.
- Архимандрит Софроний (Сахаров) о ереси Константинопольского нео-папизма в свете православной триадологии // pravoslavie.ru, 14 декабря 2018. (соавторы: иером. Мефодий (Зинковский), иером. Варнава (Снытко))
- Святоотеческое учение о плоти и материи и современные биомедицинские технологии // Вестник Русской Христианской Гуманитарной Академии. 2018. — Т. 19. — Вып. 4. Специальный вып. (Материалы Общероссийской конференции «Философско-религиозные проблемы биотехнологического улучшения человека»). — С. 180—187.
- Святоотеческие толкования на слова Христа: «Если чего попросите у Отца во имя Мое, то сделаю» (Ин 14. 13) // Материалы Международной научно-практической конференции Седьмые Пюхтицкие чтения «Духовно-нравственное воспитание человека: традиции и современность», Пюхтицкий Успенский ставропигиальный женский монастырь, 11-12 декабря 2018 года. — Пюхтицы, 2018. — С. 30-36. (соавтор: иером. Мефодий (Зинковский))
- Научно-богословское осмысление истории в IV—V веках: попытки и тенденции // Христианское чтение. 2018. — № 4. — С. 10-27. (соавторы: иер. М. Легеев, иером. Мефодий (Зинковский))
- Монастырские школы: история и современность (Зинковский) // Человек. 2019. — № 1. — С. 125—153.
- Периодизация «эпохи утраченной экумены»: взгляд со стороны богословия истории // РИНЦ, Scopus, Web of Science Русско-византийский вестник. 2018. — № 1. — С. 65-72. (соавторы: иер. М. Легеев, иером. Мефодий (Зинковский))
- Опыт Православной Детской миссии имени преподобного Серафима Вырицкого как один из примеров попечения Церкви об укреплении духовно-нравственных основ общества // Материалы региональной научно-практической конференции «Духовные традиции ленинградской области: Традиция здорового образа жизни в духовной и социальной культуре Ленинградской области». Ленинградский государственный университет им. А. С. Пушкина. 27 февраля 2019 года. — СПб., 2019. — С. 28-35. (соавторы: иером. Мефодий (Зинковский), иером. Варнава (Снытко))
- Современные образовательные ориентиры и обожение как цель жизни христианина // Вестник Русской Христианской Гуманитарной Академии. 2019. — Т. 20. — Вып. 2. — С. 167—181. (соавтор: иером. Мефодий (Зинковский))
- The Heresy of Constantinople’s Neo-Papism in Light of Orthodox Trinitarian Theology // russian-faith.com, Jan 19, 2019 (соавторы: hierom. Methody (Zinkovsky), hierom., Varnava (Snytko))
- «Записки по дидактике» священномученика Фаддея Успенского: современное прочтение // Материалы Международной научно-практической конференции Восьмые Пюхтицкие чтения «Православие и духовно- нравственное становление личности современника», Пюхтицкий Успенский ставропигиальный женский монастырь, 11-12 декабря 2019 года. Пюхтицы, 2019. — С. 201—206. (соавтор: Кузнецова К. В.)
- St Athanasius the Great on matter and the human body : literature review and some critical reflections // Studia patristica. Vol. CXXVII, Papers presented at the eighteenth International Conference on Patristic Studies held in Oxford 2019 / edited by Markus Vinzent. Vol. 24, the first half of the fourth century. Lactantius / edited by Oliver Nicholson. — Leuven ; Paris ; Bristol (Conn.) : Peeters, 2021. — p. [93]-107
- Богословие личности и современное общественно- научное развитие // Церковь и время. 2020. — № 2 (91). — С. 31-48. (соавтор: иером. Мефодий (Зинковский))
- Подвиг преподобного Серафима Вырицкого в годы Великой Отечественной войны // Детская Миссия. 2020. — № 3 (11). — С. 70-73.
- Священная память: от памяти рода к памяти народа // РИНЦ 75-летие Великой Победы: диалог поколений. Сборник статей. — М.: Издательство КноРус, 2020. — С. 46-53. (соавтор: Мон. Елисея (Саморукова))
- Значение христианской культуры в воспитании личности в контексте святоотеческого учения о Логосе и логосах // Материалы Международной научно-практической конференции IX Пюхтицкие чтения «Аксиологический подход к совершенствованию личности на основе взаимодополняемости православной и светской культуры», Пюхтицкий Успенский ставропигиальный женский монастырь, 11-12 декабря 2020 года. — Пюхтицы, 2020. — С. 91-100. (соавтор: иером. Мефодий (Зинковский))
- Интуиции богословия личности в мировоззрении о. Сергия Булгакова // Вестник Русской Христианской Гуманитарной Академии. 2021. Т. 22. — № 1. — С. 189—204. (соавтор: иером. Мефодий (Зинковский))
- Педагогика сотрудничества и творческий потенциал личности // Материалы Международной научно-практической конференции IX Пюхтицкие чтения «Аксиологический подход к совершенствованию личности на основе взаимодополняемости православной и светской культуры», Пюхтицкий Успенский ставропигиальный женский монастырь, 11-12 декабря 2020 года. — Пюхтицы, 2020. — С. 206—210. (соавтор: Кузнецова К. В.)
- Архимандрит Софроний (Сахаров) о ереси Константинопольского папизма в свете православной триадологии // Церковь и время. 2020. — № 4 (93). — С. 124—142. (соавторы: иером. Мефодий (Зинковский), иером. Варнава (Снытко))
- «Не в силе Бог, а в правде!»: добродетели святого Князя Александра Невского как пример для священнослужителей // Труды Коломенской духовной семинарии. — Коломна : Коломенская духовная семинария, 2021. — № 15. — С. 6-13.
- Приветственное Слово // Религия и культура как факторы конструирования конституционной идентичности в Российской Федерации : материалы круглого стола (Санкт-Петербург, 7 октября 2020 г.) / под общ. ред. В. В. Лаврова. — Санкт-Петербург: Санкт-Петербургский юридический институт (филиал) Университета прокуратуры Российской Федерации, 2021. — С. 9-13.
- Богословское понимание единства прот. Сергием Булгаковым в свете богословия личности // Вестник Русской Христианской Гуманитарной Академии. 2021. — Т. 22. — № 4. — С. 117—140. (соавтор: иером. Мефодий (Зинковский))
- От составителей // С. Н. Булгаков: Pro et contra. Антология в 2-х т. Т. 2. Сост., вступ. статья., комм. иером. Мефодия (Зинковского), иером. Кирилла (Зинковского), А. И. Резниченко, иером. Тихона (Васильева). — СПб.: Издательство РХГА, 2021. (соавторы: иером. Мефодий (Зинковский), иером. Тихон (Васильев), А. И. Резниченко)
- Исцеление произволения и воспитание воли согласно православной антропологии // Материалы Международной научно-практической конференции Десятые Пюхтицкие чтения «Духовное наследие — его роль в становлении личности современника», Пюхтицкий Успенский ставропигиальный женский монастырь, 11-12 декабря 2021 года. — Пюхтицы, 2021. — С. 11-22. (соавтор: иером. Мефодий (Зинковский))
- Антропология преп. Симеона Нового Богослова с точки зрения духовной жизни современного христианина // Угрешский сборник. Труды преподавателей и магистрантов Николо-Угрешской православной духовной семинарии. Вып. 11. — М.: Николо-Угрешская духовная семинария, 2021. — C. 17-37.

отдельные издания
- Вера в Бога — вера в человека. Представления о материи и теле человека в Александрийской богословской традиции (доникейский период). — СПб.: Издательство РХГА, 2014. — 239 с.
- Великие отцы Церкви о материи и теле человека (Александрийская и Каппадокийская школы). — СПб.: Издательство О. Абышко, 2014. — 512 с.
- Введение в патрологию: учебно-методическое пособие (для очно-заочной формы обучения). — СПб., 2018. — 34 с.
- Патрология. Восточные отцы: учебно-методическое пособие. — СПб.: Русская христианская гуманитарная академия, 2019. — 84 с.
- Свет немеркнущий: проповеди, беседы, стихи. — СПб.: Б. и., 2019. (соавтор: иером. Мефодий (Зинковский))

интервью
- «Путь к священству». Иером. Кирилл Зиньковский - Радио ВЕРА. radiovera.ru (9 февраля 2021).